# August Alle

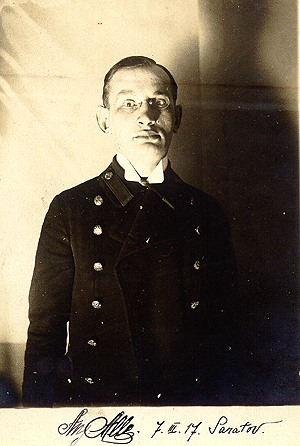
August Alle, 1917

August Alle (* 19. Augustjul. / 31. August 1890greg. in Viljandi; † 8. Juli 1952 in Tallinn) war ein estnischer Schriftsteller.

## Leben
August Alle wurde in die Familie eines Steinmetz geboren. Er besucht zunächst die Kirchspiel-Schule in Viljandi, anschließend die Abendschule in Narva. 1915 legte er als Externer das Abitur in Orjol ab und begann eine Apothekerlehre, die er jedoch bald abbrach.
Von 1915 bis 1918 belegte er das Fach Medizin an der Universität von Saratow. Ab 1922 studierte August Alle Rechtswissenschaft an der Universität Tartu. Er legte erst 1937 sein juristisches Examen ab. Danach war er auch als freischaffender Anwalt tätig.

## Literatur

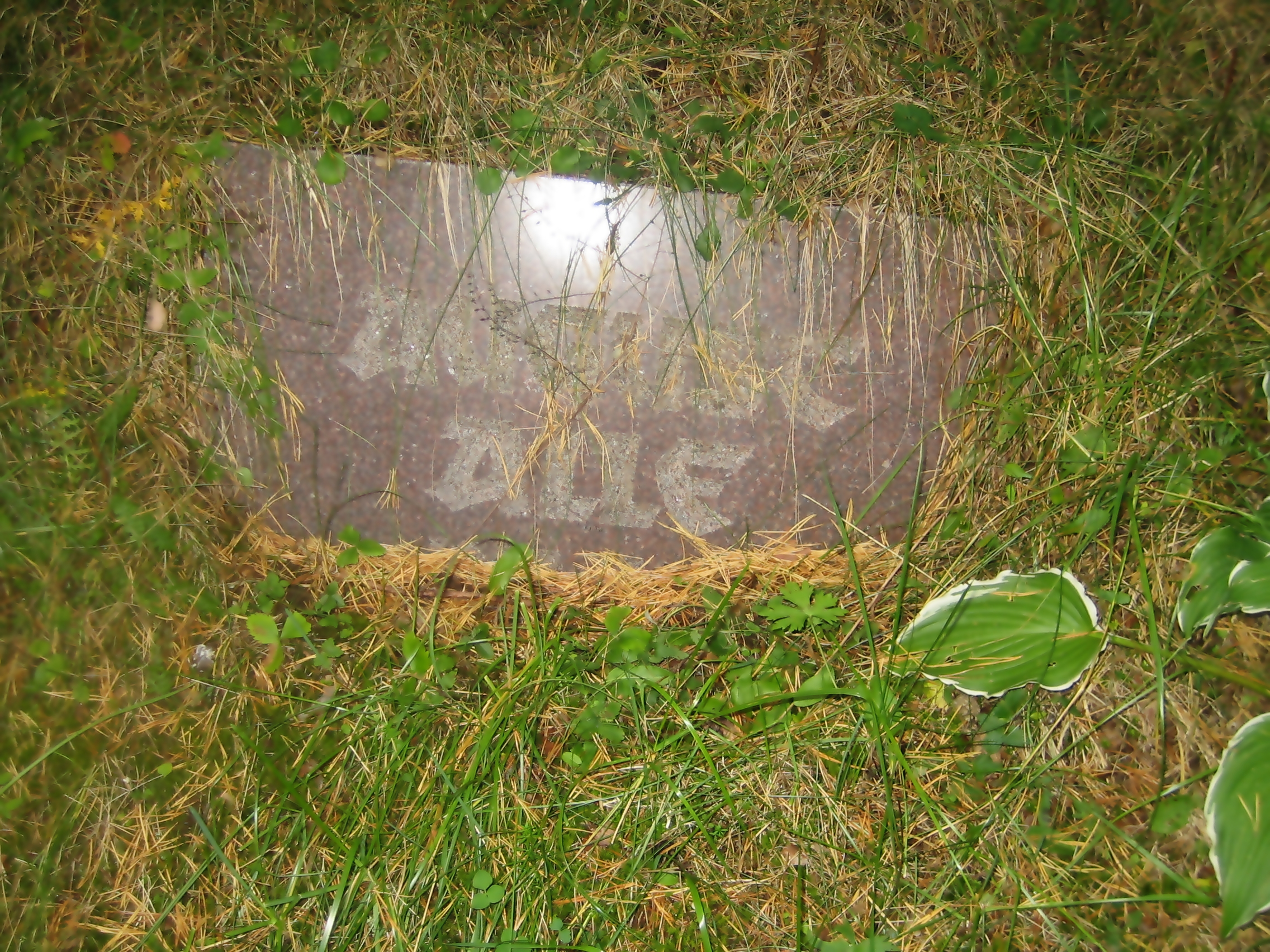
Grabstein Alles auf dem Tallinner Waldfriedhof

## Werke (Auswahl)
- Üksinduse saartele (1918)
- Carmina Barbata (1921)
- Laul kleidist helesinisest ja roosast seelikust (1925)
- Ummiklained (1930)
- Karmid rütmid (1934)
- Lilla elevant (1923)
- Epigramme (1944).

## Übersetzungen ins Deutsche
Von August Alle sind nur wenige Gedichte in deutscher Übersetzung vorhanden. Fünf Gedichte erschienen 1927 in einer in Estland gedruckten Anthologie, ferner ist der Autor in zwei Nachkriegsanthologien mit einem Gedicht vertreten.